# Poissonia
Poissonia es un género de plantas con flores con cuatro especies perteneciente a la familia Fabaceae.

## Especies
- Poissonia eriantha
- Poissonia hypoleuca
- Poissonia orbicularis
- Poissonia solanacea